# Otto Taeglichsbeck

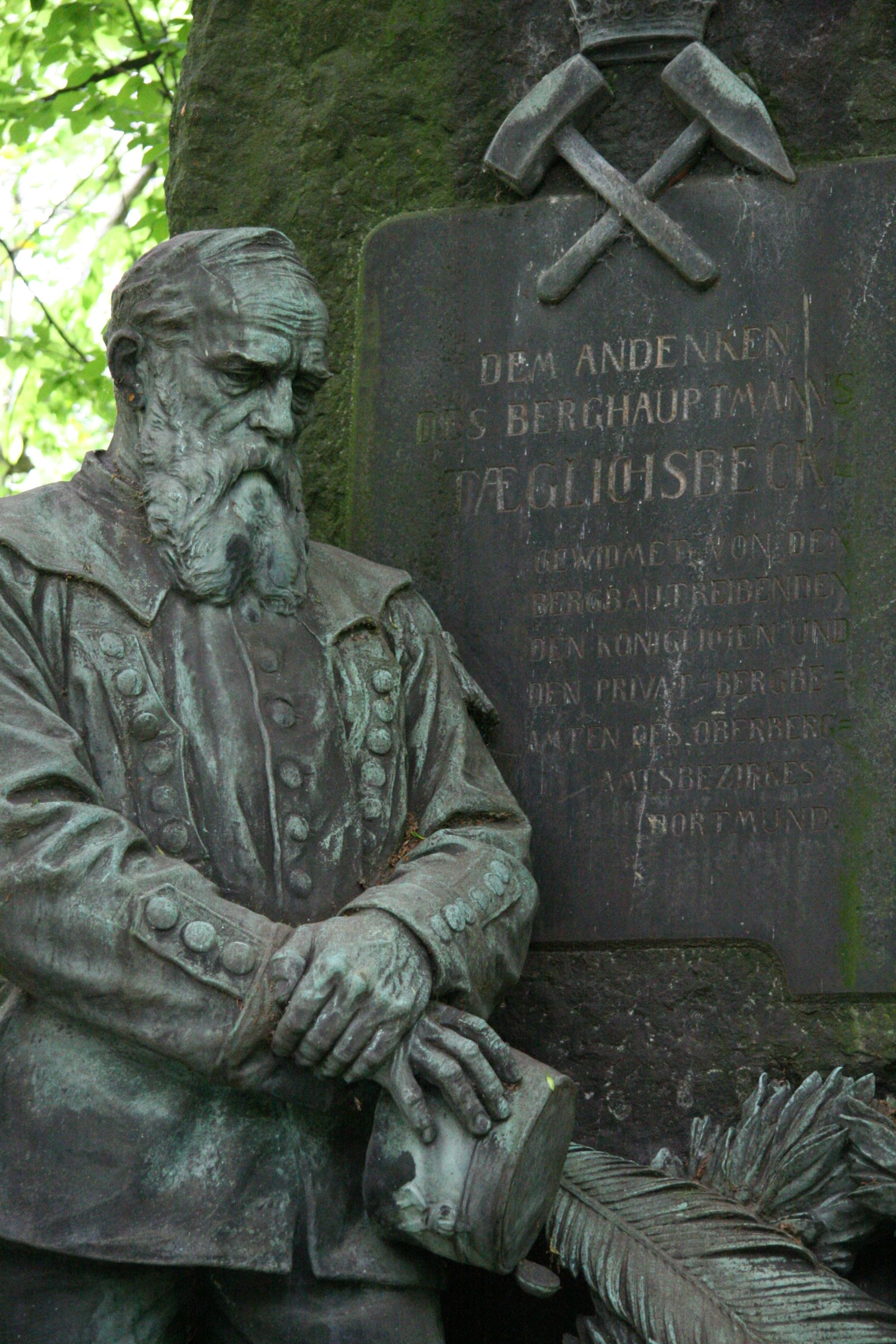
Grabmal Taeglichsbeck

Otto Taeglichsbeck (* 14. Juli 1838 in Brandenburg an der Havel; † 19. April 1903 in Wiesbaden) war Berghauptmann und Direktor des Königlichen Oberbergamts Dortmund.

## Leben
Otto Taeglichsbeck absolvierte 1855 in seiner Heimatstadt das Abitur, arbeitete anschließend für zwei Jahre als Bergbaubeflissener in den schlesischen Bergbaurevieren und studierte dann von 1857 bis 1860 an der Friedrich-Wilhelms-Universität in Berlin das Bergfach. Nach Aufenthalten in den Bergbaudistrikten Westfalens, der Rheinprovinz, des Saarkreises und Schlesiens legte Taeglichsbeck am 14. Januar 1864 das Bergreferendar-Examen ab und bestand am 30. Januar 1867 das Assessorexamen. Eine erste Anstellung führte ihn im selben Jahr als Bergassessor und Hilfsarbeiter an das Oberbergamt Breslau. 1869 wechselte er als Bergwerksdirektor zum Bochumer Verein für Bergbau und Gußstahlfabrikation und wurde 1873 zum Bergmeister und Bergrevierbeamten in Witten ernannt. Drei Jahre später übernahm er als Bergwerksdirektor und Direktor die Leitung der Berginspektion Heinitz. 1879 erfolgte seine Ernennung zum Bergrat und 1884 zum Oberbergrat und Mitglied des Oberbergamtes Halle. Ab 1891 war Taeglichsbeck für ein Jahr als Hilfsarbeiter im Berliner Ministerium für Handel und Gewerbe tätig, bis er 1892 zum Berghauptmann und Direktor des Königlichen Oberbergamts Dortmund ernannt wurde.

## Politische Engagement
Im Jahr 1881 wurde er für die Nationalliberale Partei in den Reichstag gewählt und setzte sich für mehr Arbeitssicherheit im Bergbau und für eine Verbesserung der Wohnsituation der Bergleute ein.
Otto Taeglichsbeck ist auf dem Ostenfriedhof in Dortmund bestattet. Sein Grabmal mit einem trauernden Knappen in Festtracht wurde von Clemens Buscher gestaltet.

## Auszeichnungen und Ehrungen
- 1887: Roter Adlerorden 4. Klasse
- 1891: Fürstlich Schwarzburgisches Ehrenkreuz 2. Klasse
- 1894: Roter Adlerorden 3. Klasse mit der Schleife
- 1898: Roter Adlerorden 2. Klasse mit Eichenlaub
- 1901: Kommandeurkreuz des Königlich Belgischen Leopold-Ordens
- 1902: Königlicher Kronenorden 2. Klasse mit dem Stern

In Waltrop und in Bottrop ist die Taeglichsbeckstraße nach Otto Taeglichsbeck benannt.

## Schriften
- Die Wohnungsverhältnisse der Berg- und Salinenarbeiter im Oberbergamtsbezirke Halle. Ernst, Berlin, 1892
- als Herausgeber: Die Belegschaft der Bergwerke und Salinen im Oberbergamtsbezirk Dortmund. Bellmann & Middendorf, Dortmund 1893